# フローズン・グラウンド
『フローズン・グラウンド』（The Frozen Ground）は、2013年にアメリカ合衆国で公開されたスリラー映画である。本作は、シリアルキラーであるロバート・ハンセンが1980年代のアラスカ州で実際に起こした事件を題材にしている。監督のスコット・ウォーカーは本作で長編映画デビューを果たした。

## ストーリー
1983年アラスカ州アンカレッジ。ある日、モーテルの一室で手錠に繋がれていた娼婦のシンディ・ポールソンが警官に保護される。怯える彼女はロバート・ハンセンという男に殺されそうになったと証言するが、彼は警察にも善良市民と評判の人物だったことから、彼女の証言は無視されてしまう。しかし、彼女を保護した警官は当然納得いかず、その調書を州警察へと送るのであった。
一方、州警察は、立て続けに発見された数々の変死体を追っていた。遺体の状況から、犯人は同一人物だと睨んだ部長刑事のジャック・ハルコムは、送られてきたシンディの調書を目にし、ハンセンこそが一連の事件の犯人ではないかと疑う。彼は早速捜査を開始するが、なかなか決定的な証拠が掴めず、しかも犯人の魔の手は再びシンディに迫っていた。

## キャスト
| 役名                                 | 俳優                   | 日本語吹替 |
| ------------------------------------ | ---------------------- | ---------- |
| ジャック・ハルコム                   | ニコラス・ケイジ       | 山路和弘   |
| ロバート・ハンセン                   | ジョン・キューザック   | 家中宏     |
| シンディ・ポールソン                 | ヴァネッサ・ハジェンズ | 沢城みゆき |
| ライル・ホーグスベン巡査部長         | ディーン・ノリス       | 谷昌樹     |
| アリー・ハルコム                     | ラダ・ミッチェル       | 竹内絢子   |
| クレイト・ジョンソン                 | 50セント               | 斉藤次郎   |
| デビー・ピータース                   | ジーア・マンテーニャ   | 山村響     |
| ジョン・ジェンティリ市警察           | マイケル・マクグラディ | 鈴木雄二   |
| ウェイン・フォン・クラーゼン巡査部長 | ロバート・フォギット   | 板取政明   |
| グレッグ・ベイカー                   | ライアン・オナン       | 田丸裕臣   |
| ボブ・ジェント警部補                 | ケヴィン・ダン         | 藤原貴弘   |
| エド・スタウバー                     | マット・ジェラルド     | 斉藤次郎   |
| パット・クライブス検事               | カート・フラー         | 鈴木雄二   |

## 評価
レビュー・アグリゲーターのRotten Tomatoesでは57件のレビューで支持率は61%、平均点は5.20/10となった。Metacriticでは16件のレビューを基に加重平均値が37/100となった。